# Petr Vronský
Petr Vronský (* 4. března 1946, Praha) je český houslista, dirigent a hudební pedagog.

## Život a dílo
Narodil se v hudebnické rodině. Jeho dědeček Bóža Wronski (1889–1953) byl operní a operetní tenorista v Praze, otec Karel Vronský (1918–1999) houslista, člen FOK, České filharmonie, dlouholetý koncertní mistr Moravské filharmonie Olomouc, operního orchestru Divadla Josefa Kajetána Tyla v Plzni a profesor na Konzervatoři tamtéž.
Po vzoru svého otce se pod jeho vedením odmalička věnoval houslím. Stal se vítězem celostátních kol Soutěže tvořivosti mládeže v letech 1957, 1958 a 1959. Ve studiu houslí pak u něho i pokračoval na Vyšší hudební škole v Kroměříži (první ročník). V roce 1961 (15 let) udělal konkurz do Moravské filharmonie Olomouc do skupiny druhých houslí a po přestěhování do Plzně v roce 1962 pak do operního orchestru Divadla J. K. Tyla v Plzni. V témže roce začal navštěvovat Konzervatoř v Plzni a stal se jejím prvním absolventem. Během studií sice hrál veřejně houslové koncerty A. Dvořáka, A. Chačaturjana, J. Brahmse, W. A. Mozarta nebo 24 Capriccií N. Paganiniho a v roce 1964 získal 3 cenu v soutěži Beethovenova Hradce, více ho ale začala zajímat práce dirigenta. Inspirující pro něj bylo působení dirigentů B. Lišky, J. Kouta, K. Vašaty a D. Brázdy.
Na Akademii múzických umění začal studovat dirigování. Během studií získával zkušenosti ve Vysokoškolském uměleckém souboru Praha, s nímž absolvoval řadu koncertů doma i v zahraničí.
Jeho první angažmá bylo v operním souboru Divadla J. K. Tyla v Plzni, kam nastoupil v roce 1971 a současně i nahrál řadu snímků s Rozhlasovým orchestrem Plzeň.
V tomto období se úspěšně zúčastnil dirigentských soutěží v Olomouci 1970, Besanconu 1971 a Berlíně 1973.
V roce 1974 se stal šéfem opery Státního divadla Zdeňka Nejedlého v Ústí nad Labem. Pěvecké obsazení souboru a kvalitní orchestr mu umožnily mimo běžný repertoár uvést poprvé v Ústí nad Labem operu Richarda Strausse Růžový kavalír nebo operu Gaetana Donizettiho Roberto Devereux, hranou pod názvem Královnin prsten. S operním orchestrem pak dirigoval i symfonické koncerty.

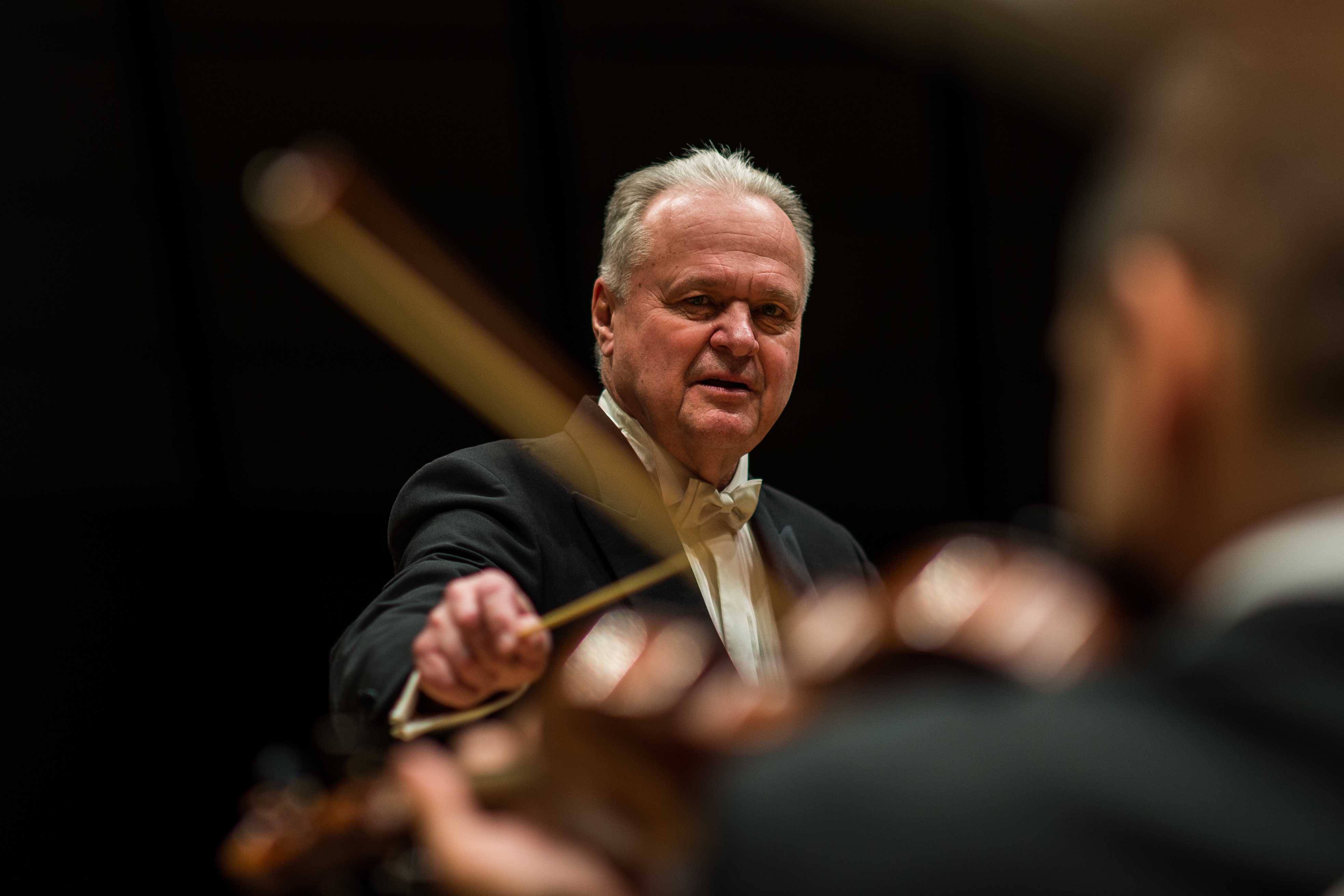
Petr Vronský 2019

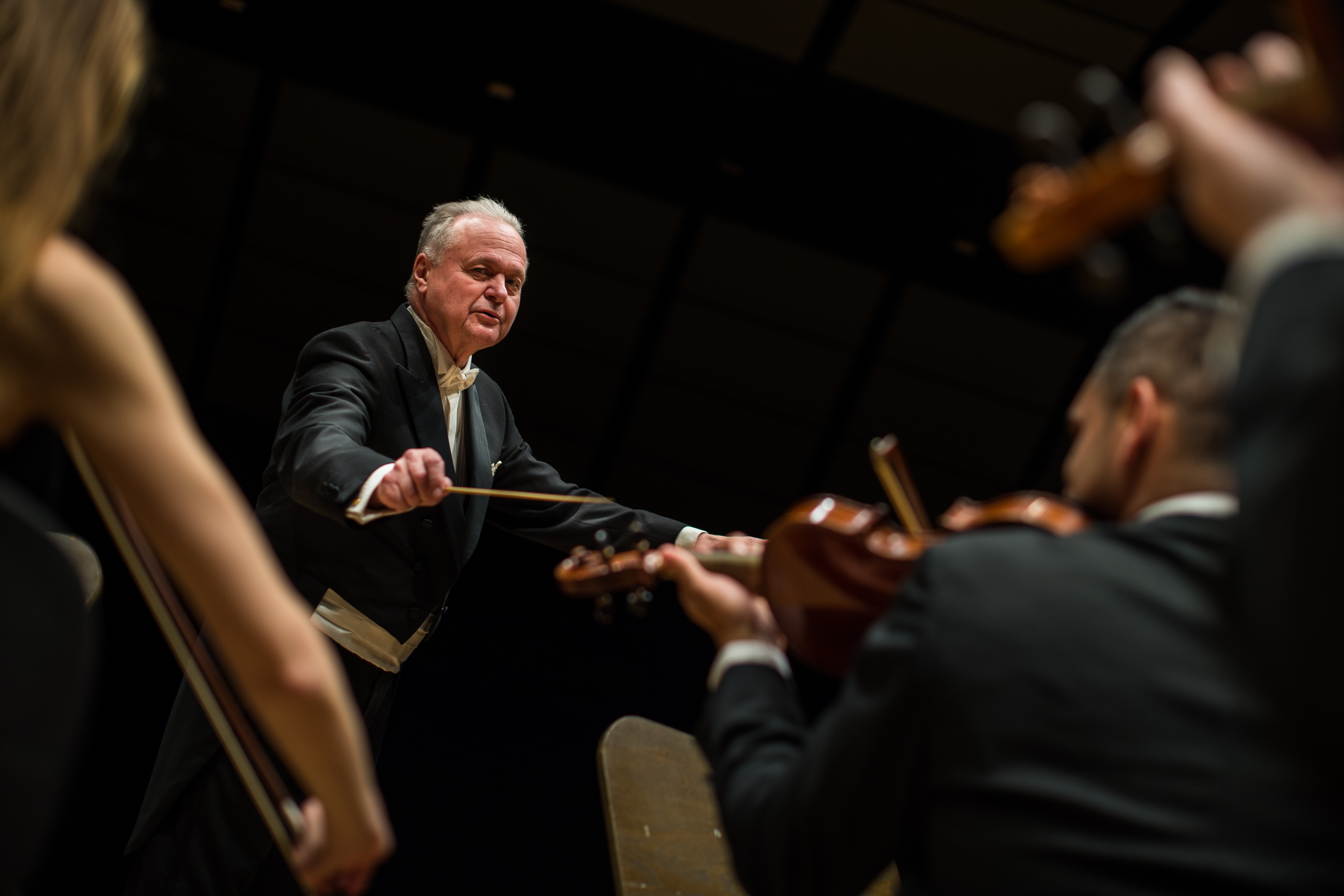
Petr Vronský Teplice 2019

Do Státní filharmonie Brno nastoupil v roce 1979 jako dirigent a v roce 1983 se stal jejím šéfdirigentem. S tímto orchestrem absolvoval řadu koncertů, nahrávek rozhlasových i gramofonových a dlouhodobější zahraniční zájezdy do Německa, Španělska a Japonska.

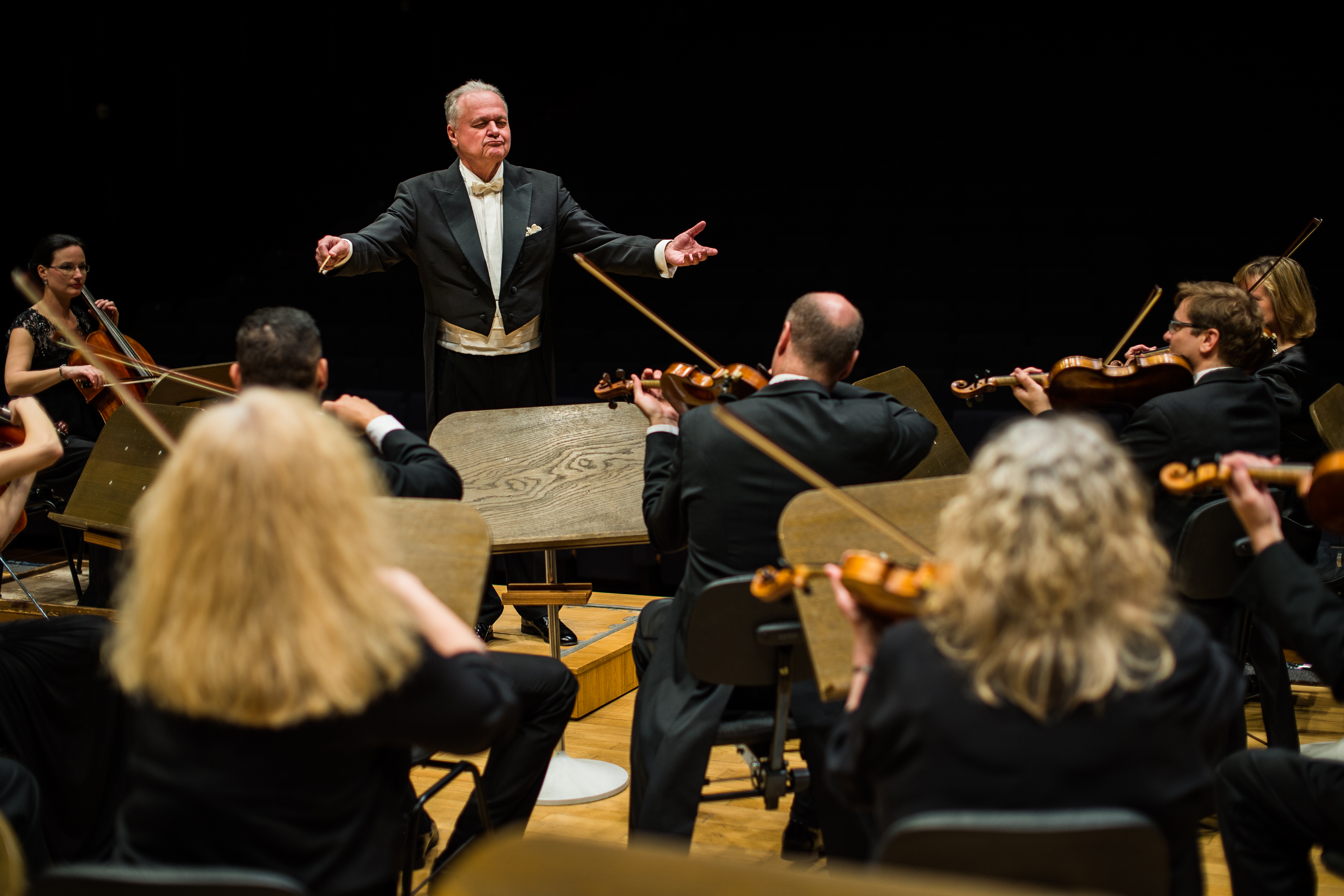
Petr Vronský Teplice 2019

Své působení v Brně ukončil v roce 1991 a nastoupil jako dirigent do Kammeroper Wien. Tato spolupráce byla ale po jedné sezóně ukončena, když odmítl řídit Prodanou nevěstu Bedřicha Smetany inscenovanou jako „sociální drama“ inspirované bouřlivými událostmi posledních let.
Od roku 1992 byl pak bez angažmá až do roku 2003. V tomto období byl často zván k hostování u českých a zahraničních orchestrů, například Antverpského královského filharmonického orchestru, Berlínských symfoniků, Devlet Senfoni Orchestrasi Istanbul, Metropolitan Orchestra Tokio, Filharmonického orchestru Rio de Janeiro, Mnichovského rozhlasového orchestru, Petrohradského filharmonického orchestru, Yumiuri symfonického orchestru v Tokiu, Jeruzalemského symfonického orchestru Izrael atd. Spolupracuje také s Českou filharmonií, Symfonickým orchestrem FOK, Symfonickým orchestrem Českého rozhlasu a s operními scénami doma (Národní divadlo Praha, Státní opera Praha, Janáčkova opera Brno, Divadlo J. K. Tyla Plzeň) i v zahraničí (Kammeroper Wien, Dance Theatre Haag). Užší spolupráci pak navázal s orchestry v Bělehradě, Rio de Janeiru, Haagu a Istanbulu, kde v roce 2004 uvedl Stabat Mater Antonína Dvořáka poprvé v Turecku. Po častých hostováních a úspěšných zahraničních zájezdech s Janáčkovou filharmonií Ostrava byl v roce 2003 pozván, aby převzal místo jejího šéfdirigenta.
S Janáčkovou filharmonií Ostrava spojenou ještě s japonskými orchestry dirigoval v roce 2003 v Tokiu jako první zahraniční dirigent Beethovenovu 9. symfonii s 5 000 členným pěveckým sborem. V roce 2006 dostal nabídku na místo šéfdirigenta Moravské filharmonie Olomouc, kterou v její jubilejní 60. sezóně přijal, a kde zůstal až do roku 2018, kdy nastoupil na místo šéfdirigenta Severočeské filharmonie Teplice.
Mimo koncertní a operní činnost natočil desítky snímků pro Československý rozhlas, později Český a Slovenský rozhlas, gramofonové firmy Supraphon, Panton, Parma.
Uvedl desítky premiér českých i zahraničních skladatelů. Je považován za všestranného dirigenta širokého záběru s mimořádným temperamentem a citem pro interpretaci. V roce 2016 obdržel Krajskou cenu Olomouckého kraje a je držitelem medailí B. Martinů, L. Janáčka, W. A. Mozarta a zlaté medaile Palackého univerzity Olomouc.